# Медаль «Николай Рубцов»
Медаль «Никола́й Рубцо́в» — медаль Вологодского Союза писателей-краеведов, общественная награда Вологодской области.
Учреждена решением правления региональной общественной организации «Вологодский Союз писателей-краеведов» при поддержке Правительства Вологодской области от 3 января 2016 года и приурочена к празднованию восьмидесятилетия со дня рождения выдающегося русского поэта — Николая Михайловича Рубцова.

## История создания
Инициатором учреждения медали выступила Региональная общественная организация «Вологодский союз писателей-краеведов» в связи с 80-летием выдающегося поэта Вологодской земли.
Работа над воплощением этого проекта в жизнь шла много лет, а реализовать его удалось благодаря гранту Правительства Вологодской области. Медаль «Николай Рубцов» представлена под девизом — «За всё добро расплатимся добром».
Макет медали выполнил скульптор Валентин Малыгин, автор барельефа на могиле Николая Рубцова. Профиль поэта помещён на аверсе медали, а реверс украшает известная рубцовская строчка «Россия, Русь! Храни себя, храни!», муаровая лента повторяет цвета флага Вологодской области.
В рамках проекта общественной организацией также был выпущен тематический альманах, составленный из материалов, посвященных Николаю Рубцову и опубликованных в разные годы в журнале «Автограф».

## Статутмедали
Медаль «Николай Рубцов» является формой поощрения граждан Российской Федерации, внёсших особый вклад в области литературы, искусства, краеведения, науки и общественной деятельности.
Медали также могут быть удостоены иностранные граждане и лица без гражданства.
Вместе с медалью награждённому лицу выдаётся удостоверение установленного образца, за подписью Председателя правления региональной общественной организации «Вологодский Союз писателей-краеведов».
Повторное награждение медалью не производится.

### Правила ношения
Медаль носится на левой стороне груди и располагается ниже государственных наград Российской Федерации, СССР и Вологодской области.

## Описание
Медаль «Николай Рубцов» изготавливается в трёх вариантах:
- Настольная медаль «Николай Рубцов»;
- Медаль «Николай Рубцов» на пятиугольной колодке;
- Медаль «Николай Рубцов» на четырёхугольной колодке.

Медаль «Николай Рубцов» изготавливается из металла желтого цвета и имеет форму круга диаметром 32 мм (настольная медаль — 60 мм) с выпуклым бортиком с обеих сторон.
На лицевой стороне медали: в центре — рельефный профиль Николая Рубцова; под профилем по кругу — рельефная надпись: слева — «Н.РУБЦОВ», справа годы жизни — «1936-1971».
На оборотной стороне медали: в центре — рельефная надпись в четыре строки: «Россия, Русь! Храни себя, храни!» (строка из стихотворения поэта).
Медаль при помощи ушка и кольца соединяется с пятиугольной (или четырёхугольной) колодкой, обтянутой шёлковой муаровой лентой белого цвета шириной 24 мм. С правого края ленты красная полоса шириной 5 мм.
На оборотной стороне колодки имеется приспособление для крепления медали к одежде.
Элементы медали символизируют:
- профиль поэта Николая Рубцова — выдающиеся заслуги поэта в области русской литературы;
- белая лента медали окаймлённая справа красной полосой — статус медали как региональной награды Вологодской области;

Медаль «Николай Рубцов» на четырёхугольной колодке вручается победителям открытого фестиваля поэзии и музыки «Рубцовская осень» вместе с дипломом имени Николая Рубцова «За особый вклад в области литературы, искусства, краеведения и общественной деятельности».

## Награждённые медалью
Первые награждения медалью состоялись 14 сентября 2016 года в пресс-центре информационного агентства «Вологда Регион» на встрече организаторов и гостей XIX фестиваля поэзии и музыки «Рубцовская осень».
Первые медали были вручены двум вологжанам, внесшим весомый вклад в пропаганду творчества Рубцова:
- награду за номером 1 получила бессменный организатор фестиваля «Рубцовская осень», вологодский журналист Ирина Цветкова;
- обладателем медали за номером 2 стал вологодский писатель Сергей Багров — друг юности Рубцова, автор мемуаров о Николае Михайловиче.

Среди награждённых: поэт, главный редактор журнала «Невский альманах» Владимир Скворцов, прозаик Николай Коняев, писатель Андрей Грунтовский, бард и писатель Сергей Круль. Также, во время торжественного мероприятия, посвящённого закрытию года Рубцова, медали был удостоен губернатор Вологодской области Олег Кувшинников.
Всего, по итогам 2017 года, в России медалью «Николай Рубцов» были награждены более 70 человек.